# Smith & Wesson Модель 29
Smith & Wesson Модель 29 — шестизарядний револьвер подвійної дії під набій .44 Magnum який випускала компанія Smith & Wesson.
Модель 29 мала стандартні стволи довжиною 3, 4, 5, 6, 6+1⁄2, 8+3⁄8 та 10+5⁄8 дюйма (76, 102, 127, 152, 165, 213 та 270 мм). Стволи з іншою довжиною можна було замовити у компанії Smith & Wesson або їх виробляли інші зброярі. Ствол довжиною 5 дюймів (130 мм) має кожух по всій довжині ствола. Доступні варіанти обробки включають поліровану вороновану або нікельовану поверхню.
На момент своєї появи Модельl 29 була найпотужнішою серійною ручною зброєю, проте пізніше з'явилися револьвери під більш потужні набої .454 Casull та .50 Action Express. Він став відомим на весь світ завдяки вигаданому персонажу Гаррі Каллагану з фільму «Брудний Гаррі».

## Конструкція
Модель 29 може стріляти набоями .44 Special, оскільки набій .44 Magnum було розроблено на основі набою .44 Special. Гільза Magnum дещо довша, що запобігти використанню набоїв магнум у зброї яка була розрахована на використання набоїв .44 Special.

## Історія

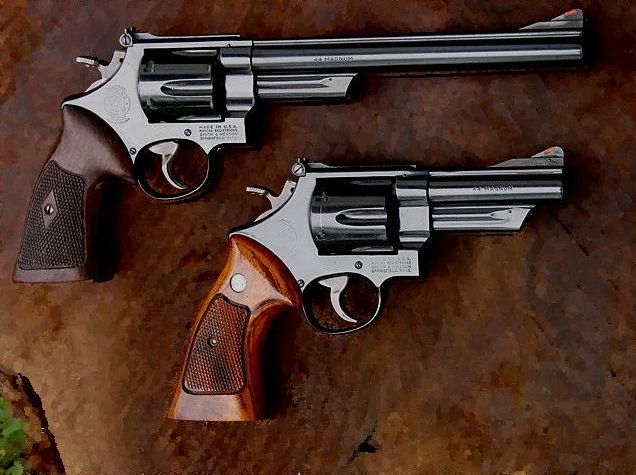
Smith & Wesson Модель 29, зі стволами довжиною 4 and 8+3/8 in

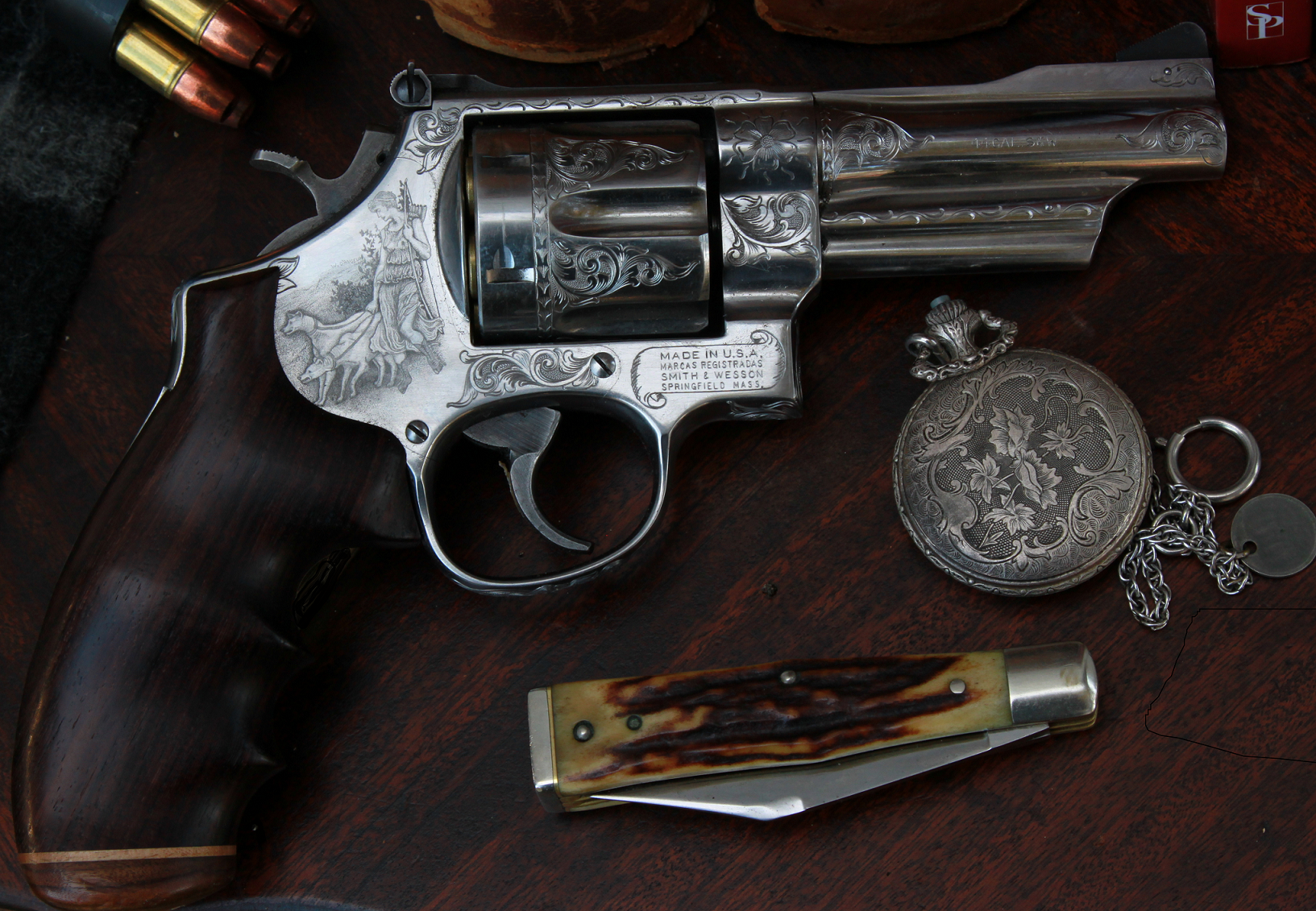
Smith & Wesson Mountain Gun. 1995

Бажання Кейта Елмера створити більш потужний і продуктивний набій на основі .44 Special, призвели до появи набою .44 Magnum від компанії Smith & Wesson. Він думав використовувати новий набій в якості набою на полюванні на велику дичину, а не для самооборони, хоча зараз спеціальні набої можна успішно використовувати для самооборони.
Компанія S&W почала випускати великий револьвер на рамці N під набій .44 Magnum в 1955 році; назва Модель 29 з'явилась в 1957 році.
На час своєї появи Модель 29 була найпотужнішою серійною ручною зброєю. Існували деякі види кустарної зброї більш потужніші за Модель 29, наприклад, старі пістолети Хауда 19-го століття.
До 1971 року револьвер загалом використовували поціновувачі ручної зброї, деякі правоохоронці та мисливці. Саме в цьому році Клінт Іствуд зробив цей револьвер відомим, як «найпотужніший револьвер в світі», використавши його в фільму Брудний Гаррі. Після виходу фільму на збройному ринку виникли проблеми, через нестачу револьверів Модель 29.
Наприкінці 1990-х, компанія Smith & Wesson почала згортати виробництво багатьох моделей револьверів, в тому числі 'базової' Моделі 29; з того часу ця модель, у обмежених або 'нестандартних' конфігураціях, випускалася майже у 10 варіантах.

## Варіанти

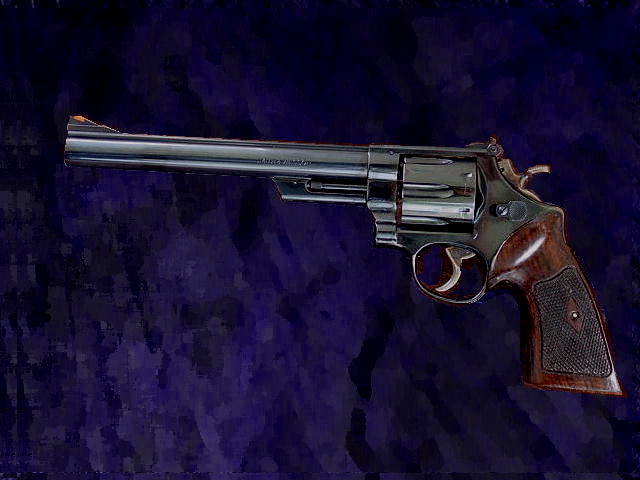
Smith & Wesson Модель 29-2

Оригінальну Модель 29 замінила Модель 29-1 в 1960 році, з модифікованим гвинтом стрижня екстрактора. Наступного року Модель 29-2 замінила її, де було прибрано один гвинт який утримував стопорну пружину барабану. Довжину ствола зменшили з 6+1⁄2 до 6 дюймів (170 до 150 мм) в 1979. Ці дві версії відомі як «закріплені та заглиблені». «Закріплені» значили, що стволи були прикручені і закріплені штифтом через рамку та виїмку в стволі. «Заглиблені» значили, що камори у барабані розсвердлені для того щоб при заряджанні набоїв фланці повністю ховалися у барабані. В 1982 році було представлено Модель 29-3 яка для здешевлення втратила закріплений ствол та заглиблені барабани.<
Моделі 29-4 та 29-5, випускали з 1988 та з 1990 відповідно, вони отримали зміни спрямовані на покращення довговічності при важкому використанні. В 1994 році було розпочато виробництво Моделі 29-6, яка отримала гумові Моноруків'я від Хог замість дерев'яних, також були передбачені стандартні різьбові отвори для кріплення кронштейнів прицілів. В 1998 році було розпочато виробництво Моделі 29-7 де було змінено механізм замка, кріплення бойка ударника, а курок і спусковий гачок виробляли методом лиття метала від тиском.
| Модель | Рік  | Довжина ствола                                             | Модифікації |
| ------ | ---- | ---------------------------------------------------------- | --- |
| 29     | 1957 | 6+1⁄2 дюйма (170 мм)                                       | |
| 29-1   | 1960 | 6+1⁄2 дюйма (170 мм)                                       | гвинт стрижня ежектора                                                                                              |
| 29-2   | 1961 | 6+1⁄2 дюйма (170 мм), Замінено на 6 дюймів (150 мм) у 1979 | прибрано один гвинт який утримував стопорну пружину барабана                                                        |
| 29-3   | 1982 |                                                            | прибрано розточений барабан та закріплений ствол                                                                    |
| 29-4   | 1988 |                                                            | підсилено вилку барабана, закруглено штифти у рамці; 8 3/8" версія мала інтегровані кронштейни для прицілів.        |
| 29-5   | 1990 |                                                            | довші виїмки на барабані запобігали стрибкам барабана, змінено стрижень і внутрішній механізм для зменшення віддачі |
| 29-6   | 1994 |                                                            | встановлено гумові Моноруків'я від Хуга                                                                             |
| 29-7   | 1998 |                                                            | змінено механізм замикання, кріплення бойка ударника, та метод виробництва курка та спускового гачка.               |
| 29-8   | 2001 |                                                            | нова конструкція рамки з внутрішнім замком                                                                          |
| 29-9   |      |                                                            | |
| 29-10  |      |                                                            | |

| Початковий номер | Роки      |
| ---------------- | --------- |
| N1               | 1969-1972 |
| N100000          | 1973      |
| N200000          | 1974-1977 |
| N300000          | 1975-1976 |
| N400000          | 1977-1978 |
| N500000          | 1978-1980 |
| N600000          | 1979-1980 |
| N700000          | 1980      |
| N800000          | 1980-1983 |
| N900000          | 1982-1986 |

### Модель 629

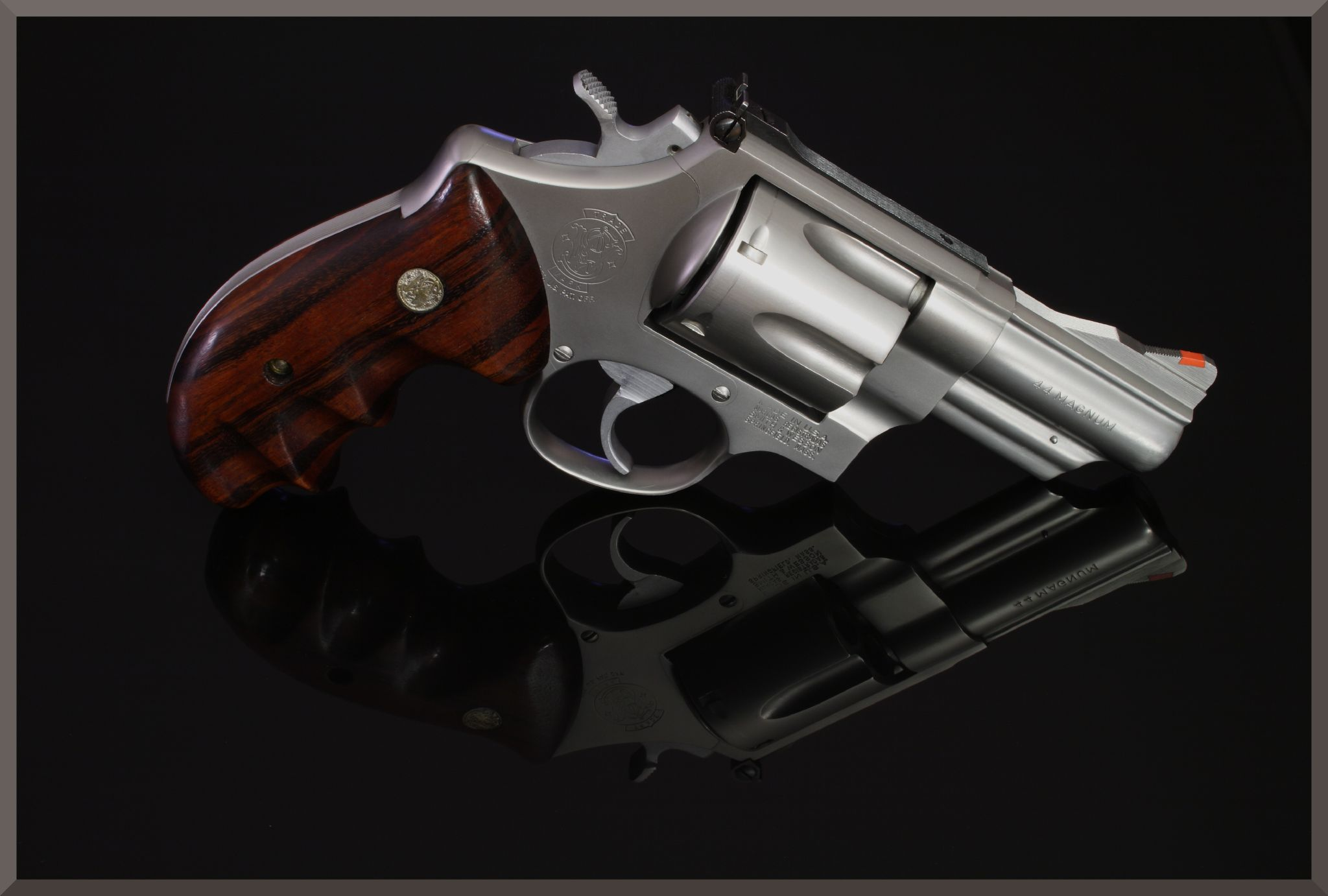
Короткоствольний Smith & Wesson Модель 629.

В 1978 році було представлено револьвер Smith & Wesson Модель 629, який був версією Моделі 29 з неіржавної сталі.
Позначення моделі 629 походить від традиції компанії Smith & Wesson, яка полягала у позначенні моделей з неіржавної сталі створених на основі револьверів, що існують, цифрою 6 на початку номера оригінальної моделі. Класичний варіант 629 має підствольний кожух на всю довжину ствола, іншим варіантом є 629 Stealth Hunter.

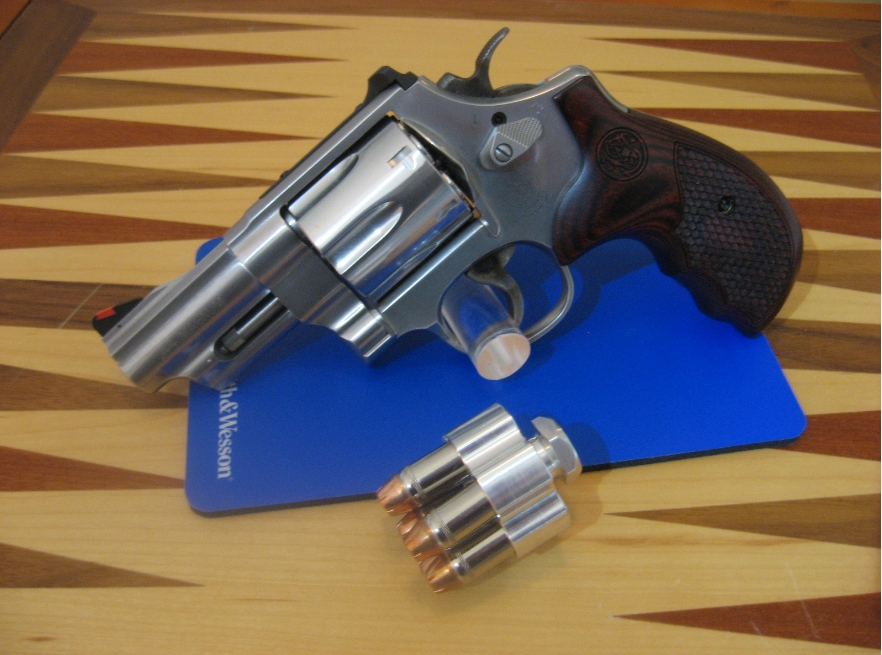
.44 Magnum S&W Модель 629-6 Deluxe Talo Edition

| Модель | Рік  | Модифікації |  |
| ------ | ---- | --- |  |
| 629    | 1979 | |  |
| 629-1  | 1982 | прибрано розточений барабан та закріплені стволи                                                                               |  |
| 629-2  | 1988 | змінено кріплення вилки, заокруглено штифти                                                                                    |  |
| 629-3  | 1989 | укріплено вилку та рамку, подовжено стопорний паз, блокування затвора                                                          |  |
| 629-4  | 1993 | змінено приціл та екстрактор                                                                                                   |  |
| 629-5  | 1997 | Прибрано стопорну шпильку барабану та зубчастий хвостовик, встановлено литі спусковий гачок та курок, плаваючий бойок ударника |  |
| 629-6  | 2001 | додано внутрішній замок |  |
| 629-7  | 2005 | Ствол з двох частин |  |
| 629-8  | 2006 | Бочкоподібний ствол |  |

### Безшумний револьвер спеціального призначення
Деякі револьвери S&W модель 29 компанія AAI Corporation переробила у Безшумні револьвери спеціального призначення (QSPR). Вони отримали нові, короткі, гладкоствольні стволи довжиною 35 мм, комори барабанів були перероблені під спеціальні набої QSPR, які ззовні були схожі на набої для дробовиків .410-калібру, але в середині мали поршень який виштовхував кулю і не давав вийти газам. Такі набої випускала компанія AAI.
Такі револьвери випускали у період з 1967 по 1971 роки для використання тунельними щурами під час війни у В'єтнамі. Револьвери QSPR випробували на полі бою в 1969, а покращення і тестування тривали з 1970 по 1971. Офіційно цю зброю не приймали на озброєння. Вихід США з війни зменшив інтерес до зброї QSPR, а програму було закрито до 1972 року, проте існують не підтверджені чутки, що зброю QSPR могли використовувати в ЦРУ під час Холодної війни, а також продовжують використовувати так звані підрозділи «Black Book».
Подібною зброєю є російський п'яти зарядний револьвер ОЦ-38 Стєчкін. За описами в ньому використано набій схожий за конструкцією до набою, що використовували у Безшумному револьвері спеціального призначення (QSPR).

### Варіант Mountain Gun

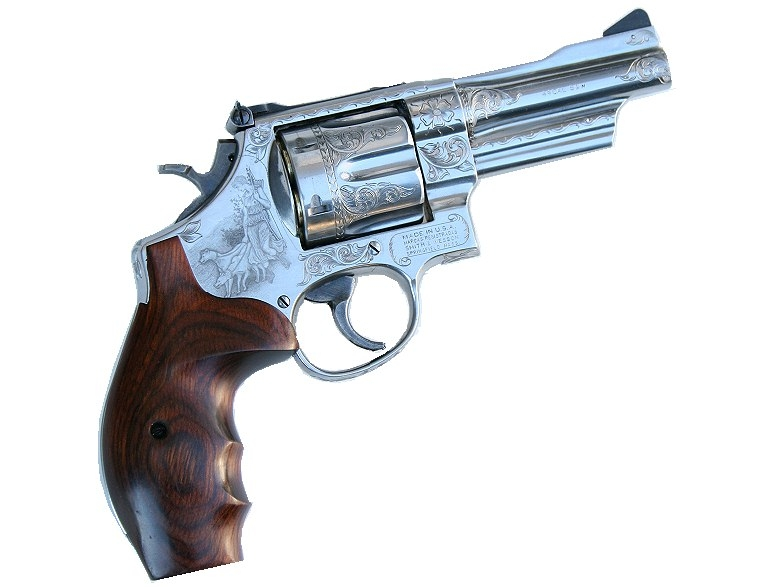
Mountain Gun з гравіюванням Джона К. Піса та Вейна Ді'Анжело з гравіювальної майстерні Smith & Wesson.

В 1989 році було представлено Mountain Gun у якості легкої версії Моделі 29 розробленої для «частого носіння і рідкої стрільби». Профіль ствола мав оригінальний дизайн. Рання версія 29-4 для піших туристів зі стволом 2.5" (дуже рідкісна).
Револьвер Smith & Wesson Модель 629 зі стволом довжиною 3 дюйми (76 мм) мала назву «Trail Boss». Її виготовили для продавця RSR.

### Інші варіанти

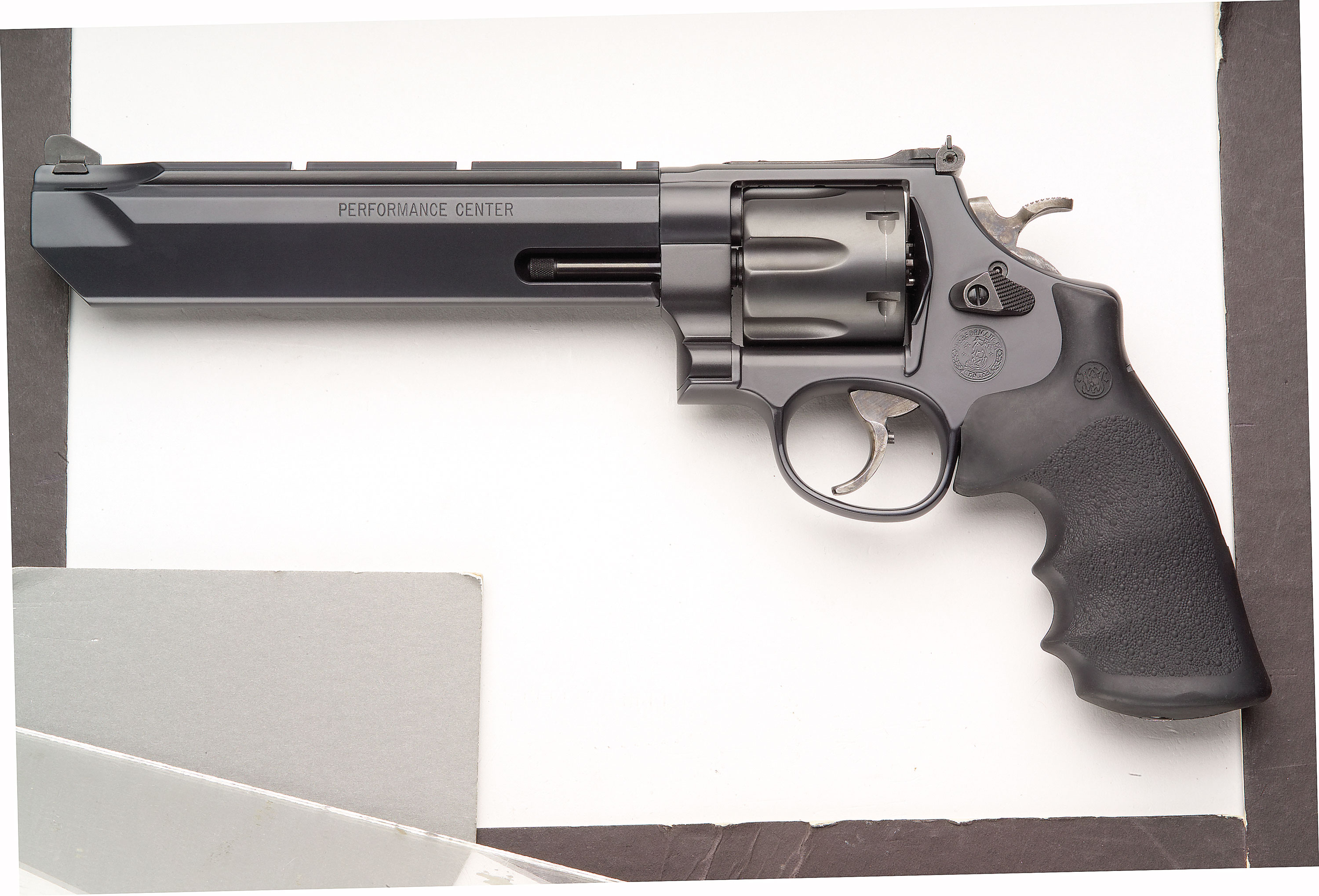
Smith & Wesson Модель 629 Performance Center, спортивний варіант зі зваженим стволом для зменшення відкоту

- 26 січня 2006, Smith & Wesson анонсувала Модель 29 до 50-річного ювілею[8]. Револьвер ідентичний з попередніми моделями, проте мав золоту інкрустовану торгову марку на бічній кришці, новий внутрішній замок та гладкий барабан.
- 1 січня 2007, Smith & Wesson анонсувала перевидання класичної Моделі 29 з гравіюванням.[9]
- Револьвер Smith & Wesson Модель 629 Stealth Hunter мав 7+1⁄2 дюйма (190 мм) ствол з каналами і підствольний кожух для збільшення стабільності та зменшення віддачі. Проміжок між стволом і барабаном становив 0,15 мм, з кульковим блокуванням між рамкою і краном барабану, що забезпечує підвищену міцність. Револьвер зроблено з неіржавної сталі, з матовим чорним покриттям, що зменшує відблиски. Він має синтетичні руків'я, які запобігають ковзанню зброї.[10]
- Модель 329NG має рамку зі скандію з PVD покриттям барабану та тритієві приціли. Він входить до лінійки NightGuard.[11]

## Користувачі
- Албанія
- Ангола
- Аргентина
- Австралія
- Австрія
- Азербайджан
- Бангладеш[12]
- Бельгія
- Бенін
- Біафра
- Болівія
- Бурунді
- Камбоджа[12]
- Камерун
- Канада
- Чилі
- Колумбія[12]
- Хорватія
- Куба
- Чехословаччина
- Демократична Республіка Конго
- Домініканська Республіка
- Джибуті
- Єгипет[12]
- Сальвадор
- Еритрея
- Естонія
- Ефіопія
- Екваторіальна Гвінея[12]
- Фіджі
- Фінляндія
- Гана
- Гватемала
- Гвінея
- Гаяна
- Угорщина
- Індія
- Індонезія[12]
- Ірак
- Італія
- Йорданія
- Кенія
- Лаос
- Лесото
- Ліберія[12]
- Литва
- Мадагаскар
- Малаві[12]
- Малі
- Мальта
- Мавританія
- Мексика
- Монголія
- Марокко
- Мозамбік
- Намібія[12]
- Непал
- Нідерланди[12]
- Нова Зеландія
- Нікарагуа
- Нігерія
- Північна Корея
- Оман[12]
- Пакистан
- Панама
- Парагвай
- Польща
- Катар
- Румунія[12]
- Соломонові Острови
- Сомалі
- Південна Африка
- Південна Корея
- Іспанія
- Шрі-Ланка
- Судан
- Суринам
- Свазіленд
- Швейцарія
- Тайвань[12]
- Танзанія
- Таїланд
- Тибет
- Туніс
- ОАЕ[12]
- Уганда
- Велика Британія[12]
- США: Використовують у Департаменті поліції Округу Колумбія
- Венесуела[12]
- В'єтнам
- Заїр
- Замбія
- Зімбабве